# Би (язык программирования)
Би (вторая буква английского алфавита — B) — интерпретируемый язык программирования, разработанный в AT&T Bell Telephone Laboratories. Является потомком языка BCPL и непосредственным предшественником Си. Би был в основном произведением Кена Томпсона при содействии Денниса Ритчи и был опубликован в 1969 году.
На язык B сильно повлиял BCPL, и его название, скорее всего, является сокращением от BCPL. Возможно также, что его название происходят от языка Bon, более раннего, но не связанного с B и весьма несхожего, языка программирования, который Томпсон разработал для использования в Multics. Название последнего, в свою очередь, происходит от имени жены Томпсона Bonnie либо от названия старотибетской религии бон.
Язык B был разработан для рекурсивных, нечисловых, машинно-независимых приложений, таких как программное обеспечение операционных систем и языков программирования. Это был бестиповый язык, с единственным типом данных, который представлял собой естественный формат слова памяти базовой машины, каким бы он ни был. В зависимости от контекста слово обрабатывалось как целое число или адрес памяти.
Поскольку машины с обработкой ASCII-символов были уже обычным явлением, в частности DEC PDP-11, полученные фирмой Bell, стала важна поддержка символьных данных, помещённых в слова памяти. Бестиповая природа языка B была отмечена как недостаток, который заставил Томпсона и Ритчи разработать расширенную версию языка, поддерживающую новые внутренние и определяемые пользователем типы данных, которая стала языком программирования C (Си).

## Примеры
```
  
main
()
 

  
{

     
auto
 
a
,
 
b
,
 
c
,
 
sum
;

     
a
 
=
 
1
;
 
b
 
=
 
2
;
 
c
 
=
 
3
;

     
sum
 
=
 
a
+
b
+
c
;

     
putnumb
(
sum
);
 

  
}

```

Следующий пример взят из книги «Users' Reference to B» Кена Томпсона:
```
/* The following function will print a non-negative number, n, to

   the base b, where 2<=b<=10.  This routine uses the fact that

   in the ASCII character set, the digits 0 to 9 have sequential

   code values.  */

printn
(
n
,
 
b
)
 
{

        
extrn
 
putchar
;

        
auto
 
a
;

        
if
 
(
a
 
=
 
n
 
/
 
b
)
        
/* assignment, not test for equality */

                
printn
(
a
,
 
b
);
 
/* recursive */

        
putchar
(
n
 
%
 
b
 
+
 
'0'
);

}

```